# Подсухино
Подсухино — деревня в городском округе Шаховская Московской области.

## Население
| 1859 | 1926 | 2002 | 2006 | 2010 |
| ---- | ---- | ---- | ---- | ---- |
| 338  | ↗434 | ↘34  | ↘16  | ↗115 |

## География
Деревня расположена в южной части округа, примерно в 25 км к югу от райцентра Шаховская, на левом берегу ручья Рубашкинского (правого притока реки Малой Иночи), высота центра над уровнем моря 215 м. Ближайшие населённые пункты — Дор на востоке и Лукошкино на севере.
В деревне две улицы — Северная и Центральная.
В деревне останавливается автобус № 35, следующий до райцентра.

## Исторические сведения
Впервые упоминается в писцовой книге Волоколамского уезда 1626 года как присёлок села Середа.
В 1769 году Подсухина — деревня Хованского стана Волоколамского уезда Московской губернии, принадлежала Коллегии экономии (ранее — Новоиерусалимскому монастырю). В деревне 23 двора и 71 душа.
В середине XIX века деревня Подсухино относилась к 1-му стану Волоколамского уезда и принадлежала Департаменту государственных имуществ. В деревне было 45 дворов, 146 душ мужского пола и 176 душ женского.
В «Списке населённых мест» 1862 года Подсухино — казённая деревня 1-го стана Волоколамского уезда Московской губернии по правую сторону Московского тракта, шедшего от границы Зубцовского уезда на город Волоколамск, в 47 верстах от уездного города, при речке Иночи, с 47 дворами и 338 жителями (146 мужчин, 192 женщины).
По данным на 1890 год входила в состав Серединской волости, число душ мужского пола составляло 143 человека.
В 1913 году — 60 дворов и земское училище.
По материалам Всесоюзной переписи населения 1926 года — центр Подсухинского сельсовета, проживало 434 человека (191 мужчина, 243 женщины), насчитывалось 98 крестьянских хозяйств, имелась школа.
С 1929 года — населённый пункт в составе Шаховского района Московской области.
1994—2006 гг. — деревня Дорского сельского округа Шаховского района.
2006—2015 гг. — деревня сельского поселения Серединское Шаховского района.
2015 г. — н. в. — деревня городского округа Шаховская Московской области.